# Ambrogio Colombo (aviatore)
Ambrogio Colombo (Lombardia, 1900 – Castiglione del Lago, 8 marzo 1939) è stato un ingegnere e aviatore italiano.
Fu pilota collaudatore della Breda e della S.A.I., vincitore di alcune competizioni aeronautiche nei primi anni trenta del XX secolo ed istruttore del Nucleo di Alta Acrobazia della Regia Aeronautica.

## Biografia

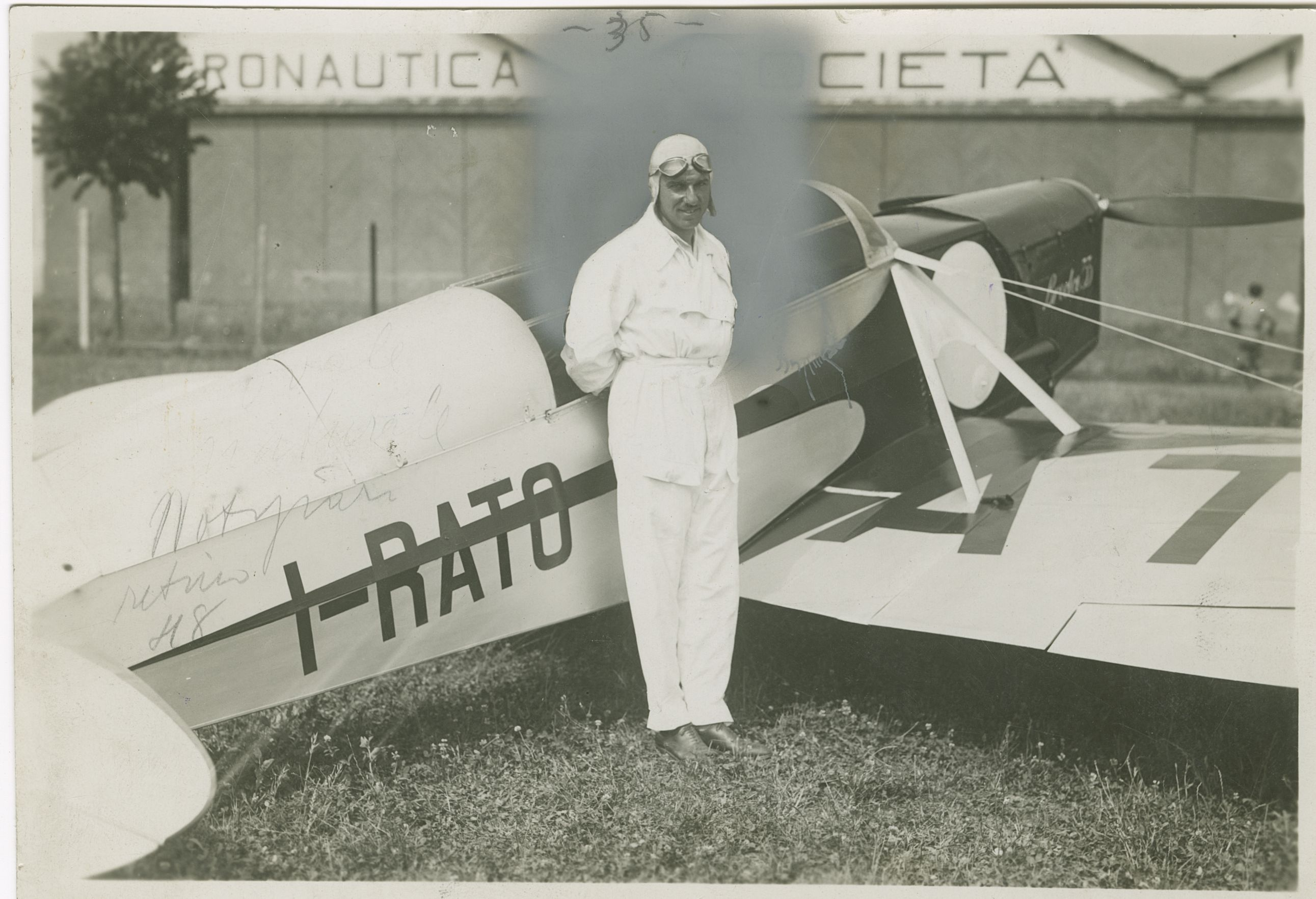
Ambrogio Colombo accanto al monoplano Breda Ba.33

Nel 1930, richiamato in servizio come capitano, fu nominato a capo della scuola del Nucleo di alta acrobazia presso l'aeroporto di Bresso. Come velivolo standard della scuola, voluta dall'allora capo di Stato Maggiore della Regia Aeronautica generale Giuseppe Valle, era stato infatti scelto il Breda Ba.19, velivolo della Breda di cui era allora il capo collaudatore.
Nel 1931 vinse il 2º giro aereo d'Italia ai comandi di un Breda Ba.33.
Nell'agosto del 1932 vinse la sezione tecnica del Challenge International de Tourisme, organizzato dalla Fédération Aéronautique Internationale a Berlino.
Nel 1934 si classificò sesto al campionato mondiale di acrobazia aerea, tenutosi a Parigi il 9 e il 10 giugno.
Pilota collaudatore ed istruttore della SAI, effettuò il primo volo del rivoluzionario velivolo S.S.4 (formula canard, progettato dall'ing. Sergio Stefanutti) il 7 marzo 1939.
Visti i buoni risultati, il giorno successivo decollò per un nuovo volo, ma fu costretto ad un atterraggio di fortuna fuori pista da un guasto ai comandi di volo e trovò la morte nell'impatto.